# Marco Frenschkowski
Marco Frenschkowski (* 7. Juli 1960 in Hamburg) ist ein deutscher evangelischer Theologe und Religionswissenschaftler. Neben fachwissenschaftlichen Arbeiten publiziert er auch zu allgemeinen kulturwissenschaftlichen Themen. 

## Leben
Frenschkowski studierte von 1978 bis 1983 in Mainz und Tübingen Evangelische Theologie und Gräzistik. Er promovierte 1994 bei Otto Böcher im Fach Neues Testament und wurde 2001 habilitiert. Nach Lehrtätigkeiten an den Universitäten Mainz, Koblenz, Duisburg-Essen und Kassel und der Kirchlichen Hochschule Wuppertal ist Frenschkowski seit 2011 Professor für Neues Testament an der Theologischen Fakultät der Universität Leipzig. Frenschkowski war Pfarrer der Evangelischen Kirche in Hessen und Nassau (Ordination 1986), für die er v. a. Bildungs- und Ökumenearbeit leistete. Er hat zwei Kinder.

## Forschungsthemen

### Religionswissenschaft
Frenschkowski arbeitet über antike Religionsgeschichte, v. a. das frühe Christentum, seine Schriften und seine Umwelt, über Religionskulturen der Moderne (v. a. über Neue Religiöse Bewegungen), und über Themen des interreligiösen Dialogs. Sein Beitrag „Der Teil und das Ganze. Was leistet Religionswissenschaft?“ definiert seinen Ansatz einer Theorie der Religion. Besondere wissenschaftliche Beachtung fanden seine Studien über die antike Entwicklung des Christentums zu einer neuen Religion in Analogie zu heutigen neuen Religionen.

### Kulturelle Imaginationen, Alterität
Daneben gilt Frenschkowski als Experte für magische und esoterische Subkulturen und für phantastische und unheimliche Literatur. Zu beiden Bereichen hat er zahlreiche Studien publiziert und klassische Texte ediert (u. a. zur Geschichte der Alchemie, des europäischen Okkultismus und der Renaissancemagie). Zu der deutschsprachigen Gesamtausgabe der Schriften von H. P. Lovecraft (der auch international umfassendsten kommentierten Ausgabe dieses Autors) im Verlag Edition Phantasia trägt Frenschkowski den Kommentarteil bei (bisher 13 Bände). 2019/2020 war er Kurator der Ausstellung Die Leipziger Magica-Sammlung im Schatten der Frühaufklärung, die von November 2019 bis Februar 2020 in der Universitätsbibliothek Leipzig stattfand.

## Publikationen
Neben zahlreichen wissenschaftlichen Studien hat Frenschkowski auch einige für ein breiteres Publikum geschriebene Bücher publiziert (u. a. Heilige Schriften, 2007; Die Geheimbünde, 3. Aufl. 2008). Er ist Mitarbeiter an über 30 deutschen und amerikanischen Fachlexika und Enzyklopädien, u. a. an der Theologischen Realenzyklopädie (Artikel über „Traum“, „Vision“), an der vierten Auflage von Religion in Geschichte und Gegenwart (v. a. zu Neuen Religiösen Bewegungen), an der Encyclopedia of the Bible and Its Reception, an der Reallexikon für Antike und Christentum (Artikel wie „Kyrios“, „Lamm Gottes“, „Magie“) und am Historischen Wörterbuch der Philosophie.
In der Enzyklopädie des Märchens publizierte Frenschkowski v. a. Übersichtsartikel zu religionswissenschaftlichen Themen („Neues Testament“, „Opfer“, „Schicksal“, „Schöpfung“, „Seele“, „Segen“, „Tabu“, „Teufel“, „Theogonie“, „Verwünschung“ u. a.), sowie im Biographisch-Bibliographischen Kirchenlexikon (BBKL).
Seine erste größere Studie war Offenbarung und Epiphanie (2 Bände, Tübingen 1995–1997).
Frenschkowskis Literaturführer Theologie und Religionswissenschaft (Paderborn 2004) war die erste einschlägige bibliographische Übersicht in Buchlänge, die Bücher und Internetressourcen gleichberechtigt behandelt.
- Offenbarung und Epiphanie. Band 1: Grundlagen des spätantiken und frühchristlichen Offenbarungsglaubens, Tübingen 1995, ISBN 978-3-16-146433-1.
- Offenbarung und Epiphanie. Band 2: Die verborgene Epiphanie in Spätantike und frühem Christentum, Tübingen 1997, ISBN 978-3-16-146456-0.
- Heilige Schriften der Weltreligionen und religiösen Bewegungen, Wiesbaden 2007, ISBN 978-3-86539-915-1.
- Die Hexen. Eine kulturgeschichtliche Analyse,  Wiesbaden 2012, ISBN 978-3-8438-0276-5.
- Magie im antiken Christentum. Eine Studie zur Alten Kirche und ihrem Umfeld, Stuttgart 2016, ISBN 978-3-7772-1602-7.
- Die Geheimbünde – Eine kulturgeschichtliche Analyse, Marix Verlag, Wiesbaden 2016, ISBN 978-3-86539-926-7.
- Prophetie. Innovation, Tradition und Subversion in spätantiken Religionen (= StAC 10), Stuttgart 2018, ISBN 978-3-7772-1822-9.
- Zauberbücher. Die Leipziger Magica-Sammlung im Schatten der Frühaufklärung (= Schriften aus der Universitätsbibliothek 44), Leipzig 2019, ISBN 978-3-96023-292-6.